# Servicio Nacional de Sanidad, Inocuidad y Calidad Agroalimentaria
El Servicio Nacional de Sanidad, Inocuidad y Calidad Agroalimentaria (SENASICA) es un organismo desconcentrado de la Secretaría de Agricultura y Desarrollo Rural de México. Se encarga de la sanidad, inocuidad y calidad agroalimentaria mediante programas de vigilancia epidemiológica, campañas zoosanitarias y monitoreo de la producción nacional e importaciones.
Su principal objetivo es combatir plagas y enfermedades en los sectores agrícola, acuícola y ganadero. Además, aplica y certifica sistemas de reducción de riesgos de contaminación para los productos del comercio nacional e internacional.

## Historia
La sanidad agropecuaria en México surgió en el siglo XIX como respuesta al crecimiento del comercio exterior durante el Porfiriato. La construcción de los primeros ferrocarriles, como la línea México-Veracruz en 1872, aumentó la exportación de productos como la caña de azúcar y café en Veracruz, el henequén en Yucatán, el algodón en La Laguna y el ganado vacuno en Chihuahua y Sonora. Posteriormente, con la Ley de Deslinde y Colonización de Lotes Baldíos de 1883 y la Ley sobre Ocupación y Enajenación de Terrenos Baldíos de 1894—uno de los detonantes de la revolución mexicana—, el gobierno entregó tierras a particulares, aumentando la producción de arroz, cebada, alfalfa, cítricos y de productos de alta demanda en el extranjero como henequén, ixtle, chicle, hule, vainilla y tabaco.
En respuesta a esto, a finales del siglo XIX, el gobierno de Porfirio Díaz estableció el Instituto de Investigación de Asuntos de Interés Agrícola y la Comisión de Parasitología. El biólogo Alfonso Luis Herrera López sentó las bases para la creación de la Comisión de Parasitología al realizar los primeros análisis de riesgo agropecuario para combatir plagas agrícolas y ganaderas. La Comisión de Parasitología, fundada el 9 de julio de 1900, fue la primera dependencia gubernamental especializada en el estudio y combate de plagas y enfermedades vegetales y posteriormente también animales.
En 1927 se creó la Oficina Federal para la Defensa Agrícola, encargada de aplicar la Ley Federal de Plagas y el Reglamento de Policía Sanitaria Agrícola. En 1933 se estableció la Oficina de Sanidad Animal, que en 1938 se transformó en el Departamento de Sanidad Animal, a cargo del Departamento de Zootecnia de la Dirección de Fomento Agrícola. Para 1949, el Departamento de Defensa Agrícola se convirtió en la Dirección General de Defensa Agrícola y en 1964 adoptó el nombre de Dirección General de Sanidad Vegetal. Por su parte, el Departamento de Sanidad Animal pasó a ser la Dirección General de Sanidad Animal en 1956.
En 1974, la Ley de Sanidad Fitopecuaria proporcionó un marco legal para las actividades de inspección y en 1991 se profesionalizó la plantilla al contratar agrónomos, biólogos y veterinarios para prevenir la entrada y dispersión de plagas. Hasta 1992, la inspección de importaciones y exportaciones agrícolas y pecuarias estuvo a cargo de las direcciones generales de Sanidad Vegetal y Sanidad Animal, pero ese año se transfirió a la Coordinación del Servicio de Cuarentena Vegetal y Animal, reorganizada en 1993 como la Coordinación Ejecutiva de Inspección Fitozoosanitaria (CEIFI), sustituida por la Dirección General de Inspección Fitozoosanitaria en Puertos, Aeropuertos y Fronteras en 1994.
Tras la apertura comercial de México en 1994, se integraron los servicios de sanidad en un solo órgano, la Comisión Nacional de Sanidad Agropecuaria (CONASAG) en 1996. como parte de la Secretaría de Agricultura. Finalmente, el 10 de julio de 2001, la CONASAG se transformó en el Servicio Nacional de Sanidad, Inocuidad y Calidad Agroalimentaria (SENASICA), ampliando sus atribuciones y conservando la misma estructura.

## Funciones
El objetivo general del SENASICA es proteger la salud pública, asegurar la competitividad de los productos agropecuarios mexicanos en mercados nacionales e internacionales y fomentar el desarrollo del sector. Las atribuciones del SENASICA descritas en el Manual de Organización General de la Secretaría de Agricultura y Desarrollo Rural se pueden resumir de la siguiente manera:

- Optimización de recursos agropecuarios: Desarrollar planes para mejorar la producción nacional e internacional, protegiendo el estatus sanitario.
- Control sanitario vegetal y animal: Prevenir, controlar y erradicar plagas y enfermedades en cultivos y animales, incluyendo zoonosis.
- Regulación de importaciones y movilización: Evitar la entrada y dispersión de plagas exóticas mediante normas y certificaciones.
- Normatividad fitosanitaria y zoosanitaria: Elaborar y aplicar regulaciones para productos agrícolas y pecuarios, tanto para importación como exportación.
- Campañas y vigilancia: Implementar estrategias nacionales para proteger la competitividad del sector y la salud pública.
- Inocuidad alimentaria: Regular insumos fitosanitarios, organismos genéticamente modificados (OGM) y sistemas de producción para garantizar alimentos seguros.
- Evaluación y ajuste: Monitorear la eficacia de políticas y programas, proponiendo mejoras.
- Representación legal: Actuar ante autoridades judiciales y administrativas para asegurar el cumplimiento de las normas.
- Cooperación internacional: Firmar acuerdos y participar en eventos globales para promover productos mexicanos.
- Gestión de recursos: Administrar eficientemente los recursos humanos, financieros y materiales de la institución.

## Técnica del insecto estéril
En la década de los setenta ya se comenzaban a conocer los impactos de los pesticidas como el DDT en el medio ambiente y la salud humana por lo que se buscó combatir las plagas de otras maneras. Es así que a partir de diciembre de 1974 a través de la Ley de Sanidad Fitopecuaria se definieron con mayor precisión los medios biológicos para el control y erradicación de plagas y enfermedades en la sanidad vegetal y animal por lo que se comenzó a aplicar la técnica del insecto estéril.

### Gusano barrenador del ganado
El gusano barrenador del ganado, nombre coloquial de las larvas de la mosca Cochliomyia hominivorax, es un parásito nativo de las zonas tropicales de América, afecta a los animales cuando la mosca adulta deposita sus huevos en heridas abiertas; al eclosionar, las larvas comienzan a alimentarse tejido vivo del animal, lo que puede provocar graves lesiones e incluso la muerte. El principal método de control, propuesto desde 1933, es la técnica del insecto estéril (TIE), que consiste en liberar machos esterilizados para reducir progresivamente la población silvestre mediante apareamientos infructíferos.
El programa de erradicación en México se desarrolló en colaboración con Estados Unidos. Tras una prueba piloto de erradicación exitosa en territorio estadounidense (1957-1966), reapareció en 1972, lo que motivó la firma de un convenio bilateral entre el Departamento de Agricultura de Estados Unidos y la Secretaría de Agricultura y Recursos Hidráulicos de México. La estrategia combinaba la TIE con tratamientos tópicos y capacitación zootécnica, Estados Unidos declaró la erradicación en 1982 y México en 1991.
El 24 de diciembre de 2024 el gobierno de México confirmó el primer caso de rebrote en Catazajá, Chiapas, desde su erradicación en 1991. Desde 2022 se reportó que el tráfico ilegal de ganado hacia México desde Centroamérica, vinculado con operaciones de lavado de dinero del narcotráfico, representaba un riesgo en este sentido. Aunado a esto, también se han señalado como posibles causas del rebrote los recortes presupuestales que ha sufrido el SENASICA y los efectos acelerados del cambio climático que han facilitado el avanzara desde Panamá más rápido de lo previsto.

### Mosca del mediterráneo
La mosca del Mediterráneo (Ceratitis capitata) es la principal amenaza para la fruticultura y horticultura en muchos países, ya que ataca a más de 250 especies vegetales hortofrutícolas, flores y nueces; tienen preferencia por frutos de cáscara blanda y en especial los frutos tropicales. Los cítricos, mango, durazno, café y guayaba son algunas de las especies más afectadas por esta plaga. La mosca del Mediterráneo está presente todo el año porque es una especie sin etapa de hibernación ni de diapausa, lo que le permite atacar diferentes frutos según la temporada, además de tener una alta capacidad reproductiva.
En 1977 se localizó por primera vez la mosca del Mediterráneo en el estado de Chiapas, por lo que se creó el programa Moscamed con el objetivo de evitar su establecimiento y dispersión en el territorio de México. En 1975 ya se había detectado en Guatemala, México firmó un convenio para combatirla en el territorio de Guatemala pero en dos años ya se había detectado en el cinturón cafetalero de México. Con asesoría del Organismo Internacional de Energía Atómica en Viena, Austria, México construyó un laboratorio de cría y esterilización de Ceratitis capitata con apoyo del gobierno de Guatemala, Estados Unidos y México. En 1979 se concluyó la construcción del laboratorio y en 1982 el programa Moscamed declaró la erradicación de la mosca del Mediterráneo en Metapa, Chiapas, en 2018 el laboratorio producía 500 millones de pupas estériles por semana.

### Moscas de la fruta del géneroAnastrepha
Con el éxito de la técnica del insecto estéril con la mosca del Mediterráneo el gobierno de México decidió aplicarla para el control de las moscas de la fruta endémicas. En 1992 la Campaña Nacional contra Moscas de la Fruta del género Anastrepha comenzó a usar la TIE contra las especies A. ludens, A. obliqua, A. striata y A. serpentina. Se construyó una planta adyacente a la de Moscamed, en Metapa de Domínguez, Chiapas; inició operaciones en 1993 con una capacidad para producir hasta 300 millones de moscas estériles. El programa logró establecer zonas libres de moscas de la fruta. Para noviembre de 2012 se había declarado 50.95 % (998 243.5 km²) del territorio mexicano como zona libre de moscas de la fruta y 9.81 % (192 254.1 km²) como zonas de baja prevalencia. La producción de moscas estériles de A. Judens y A. obliqua coloca a México en la vanguardia en cuanto a controles biológicos de este tipo.